# Manuel Narro Campos
Manuel Narro Campos (València, 1729 - ibídem, 14 de setembre de 1776) fou un compositor i organista valencià.
La seua formació musical es va desenvolupar al Reial Col·legi del Corpus Christi de València, on ingressà als 9 anys com a infantillo. Als 20 anys era organista interí i romangué al càrrec durant tres anys, traslladant-se posteriorment a la Col·legiata de Xàtiva.
El 1761, en una oposició davant altres 11 candidats, va substituir a Vicent Rodríguez Monllor com a organista titular de la Catedral de València, però al cap de cinc mesos abandona el càrrec i tornà a Xàtiva.
El 1768 es traslladà a Madrid, oposità com a organista al Monasterio de las Descalzas Reales, on romangué fins a la tardor de 1775. Malalt, feu testament davant notari, i tornà a València immediatament, on morí.

## Mèdia
- Magnificat. La Llum Musical Xativina, 1 CD. (2007).